# Mitten Buttes
Les Mitten Buttes (també conegudes com West & East Mitten Buttes) són dues buttes situades al parc tribal Navajo Monument Valley al nord-est del comtat de Navajo, Arizona. Quan es miren des del sud, les buttes semblen ser dues manyoples gegants amb els polzes cap a dins.
Les Mitten estan situades aproximadament 0.6 mi (0,97 km) de la línia estatal d'Arizona - Utah i West Mitten Butte es troba 1.1 mi (1,8 km) al nord-est de la seu del parc. El cim de West Mitten Butte és 6,176 peus (1.882 m) i East Mitten Butte és 6,226 peus (1.898 m) en cota. Els Mittens formen un triangle amb Merrick Butte al voltant  al sud i, amb Sentinel Mesa, un altiplà més extens, cap al nord-oest. A finals de març i mitjans de setembre durant uns dies només al capvespre de la Mitten Shadow , es produeix el somni d'un fotògraf. En aquest moment específic, l'ombra de la mitten occidental apareix sobre la mitten oriental.
Les buttes (turons) estan fetes de tres capes de roca principals. La capa més baixa és l'Organ Rock Shale, la mitjana és de Chelly Sandstone i la capa superior és la Formació Moenkopi, coberta per Shinarump Conglomerate .

## Galeria

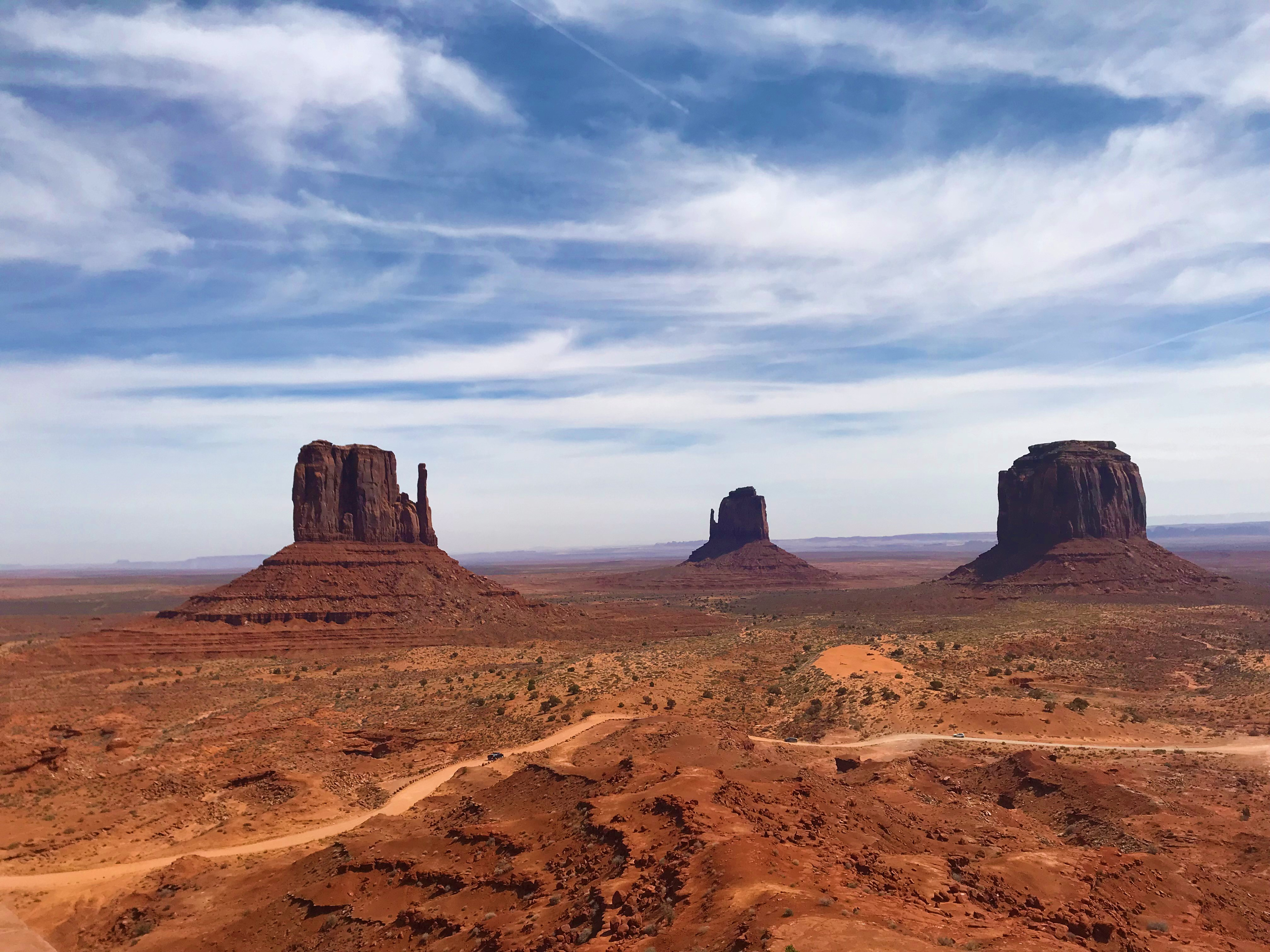
West Mitten Butte, East Mitten Butte i Merrick Butte
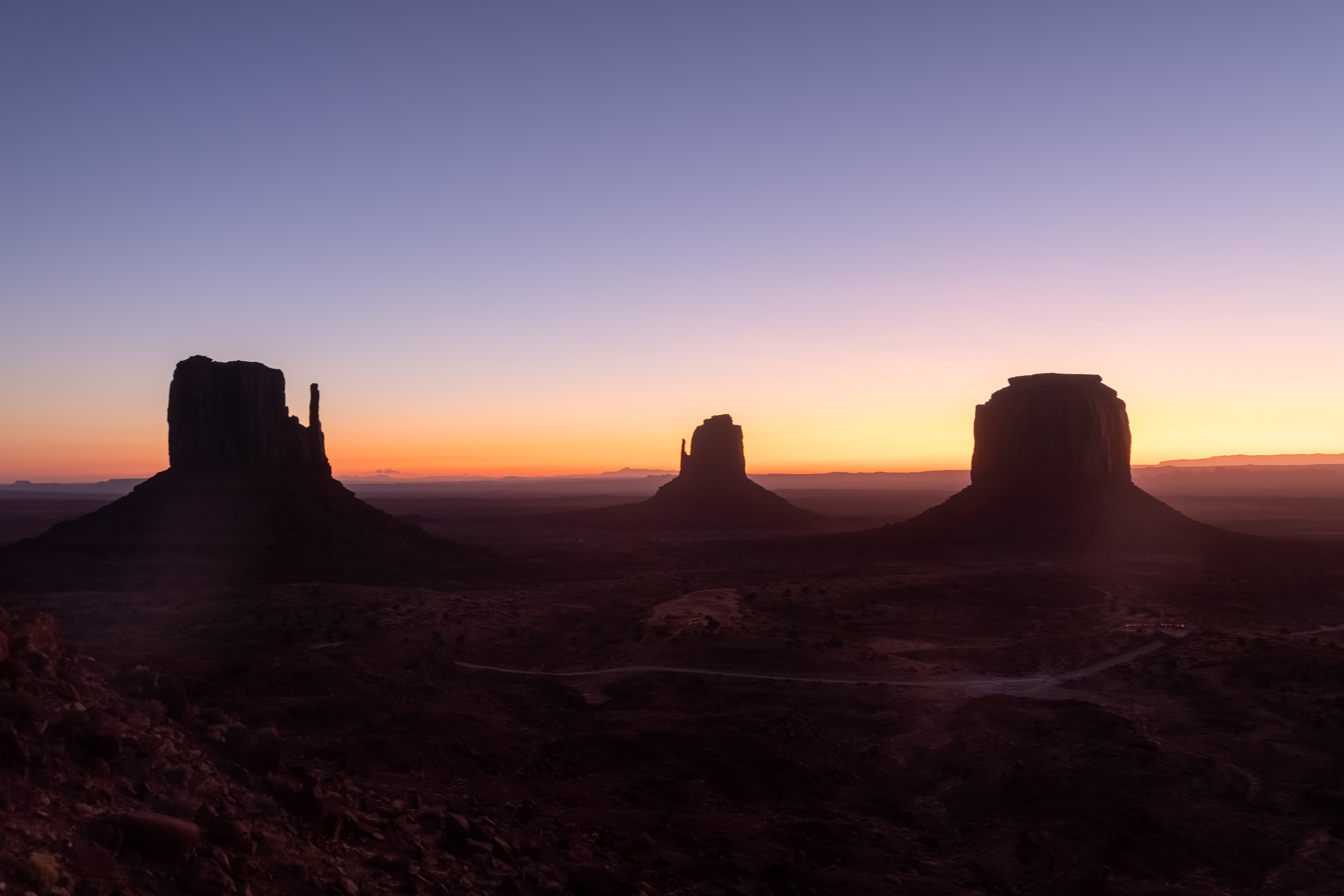
West Mitten Butte, East Mitten Butte i Merrick Butte a l'albada
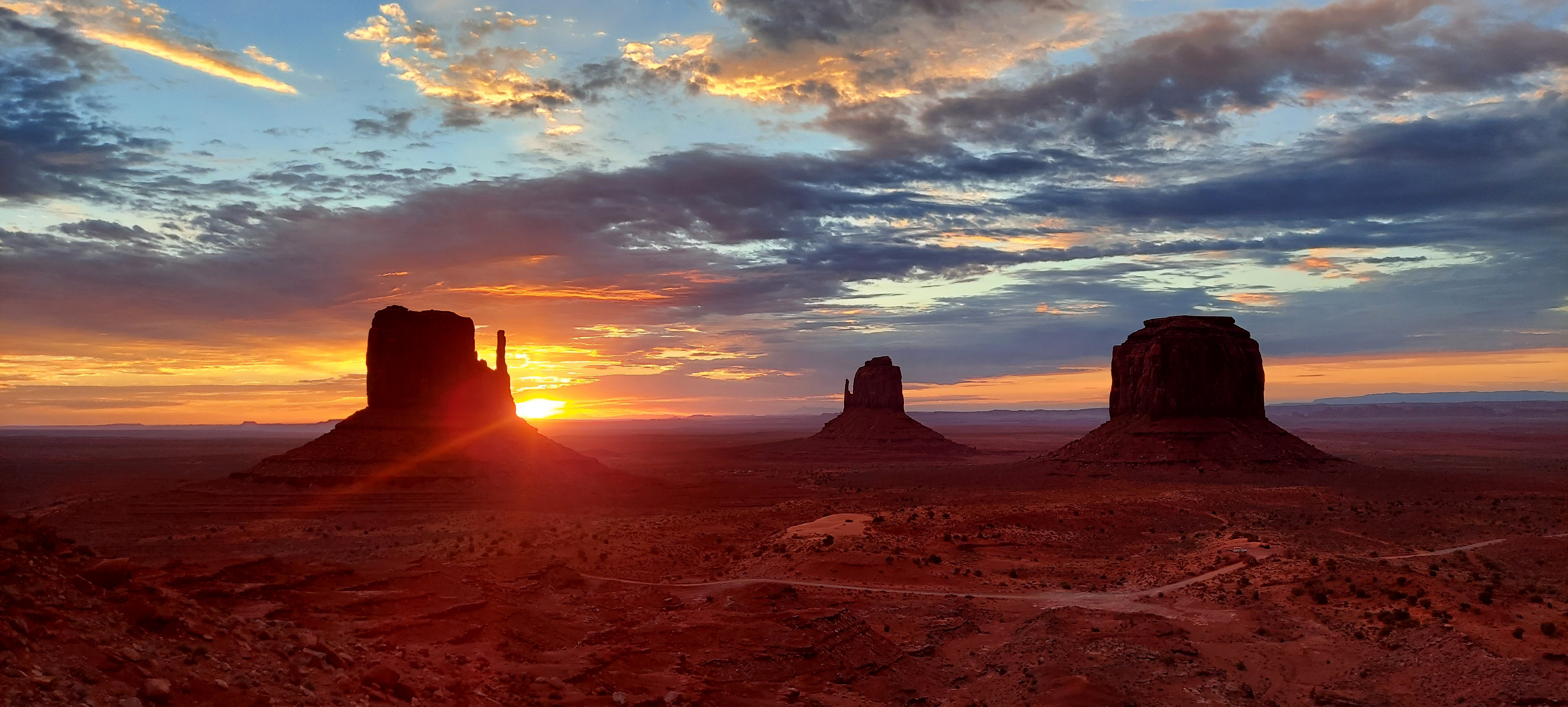
Sortida de sol a les Mitten Buttes
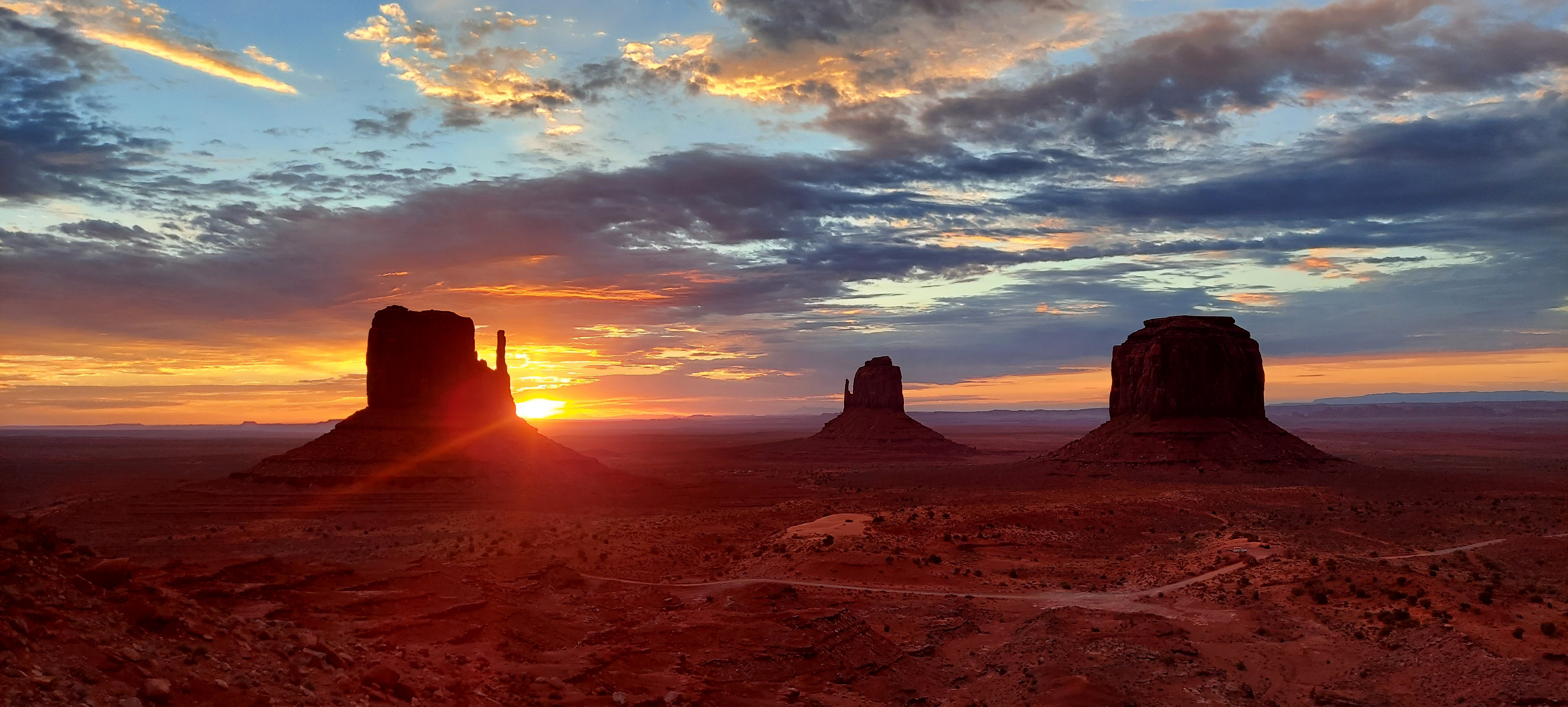
Sortida de sol a les Mitten Buttes
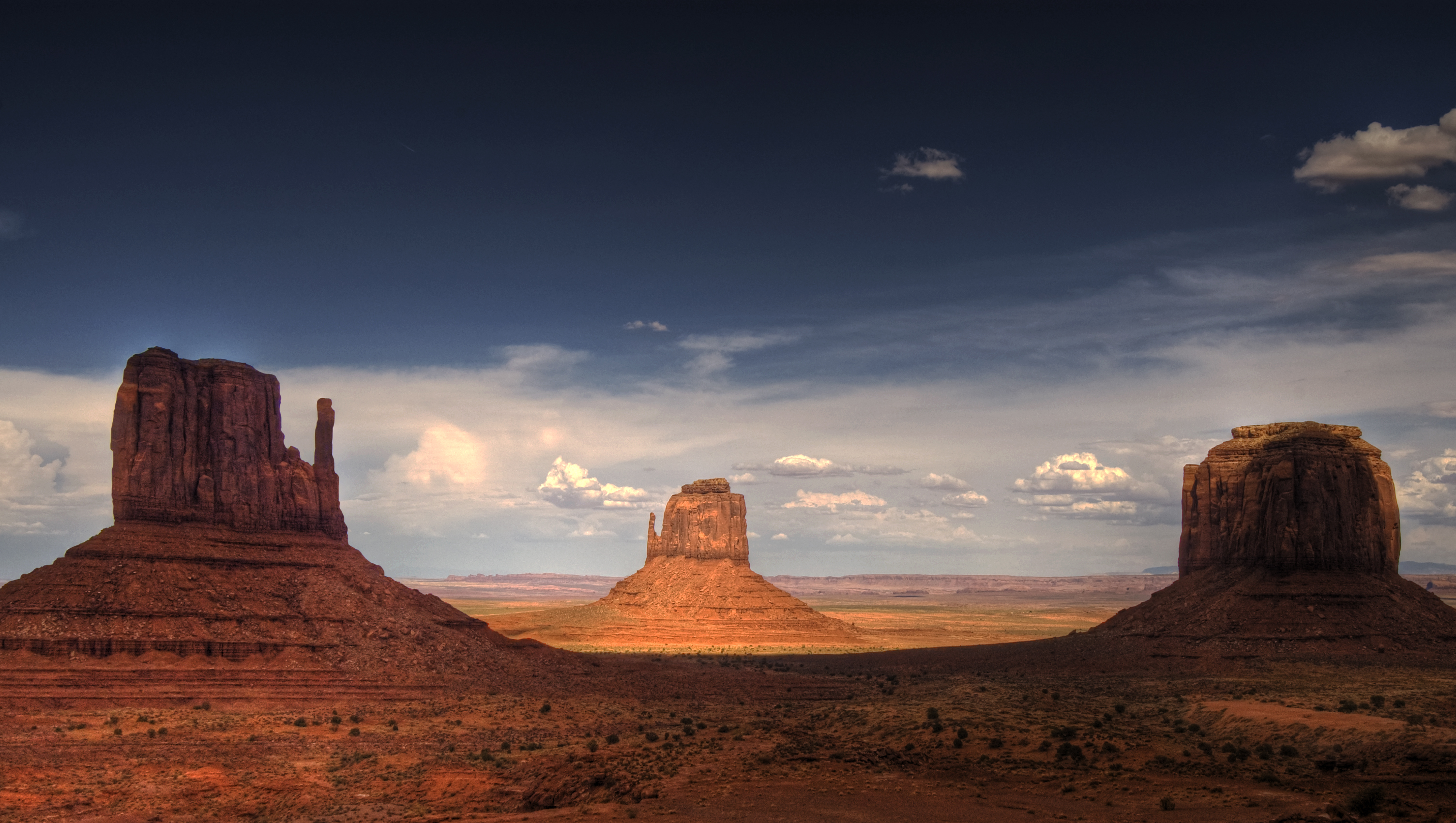
Les Mittens i Merrick Butte (primer pla a la dreta) formen un triangle a Monument Valley.
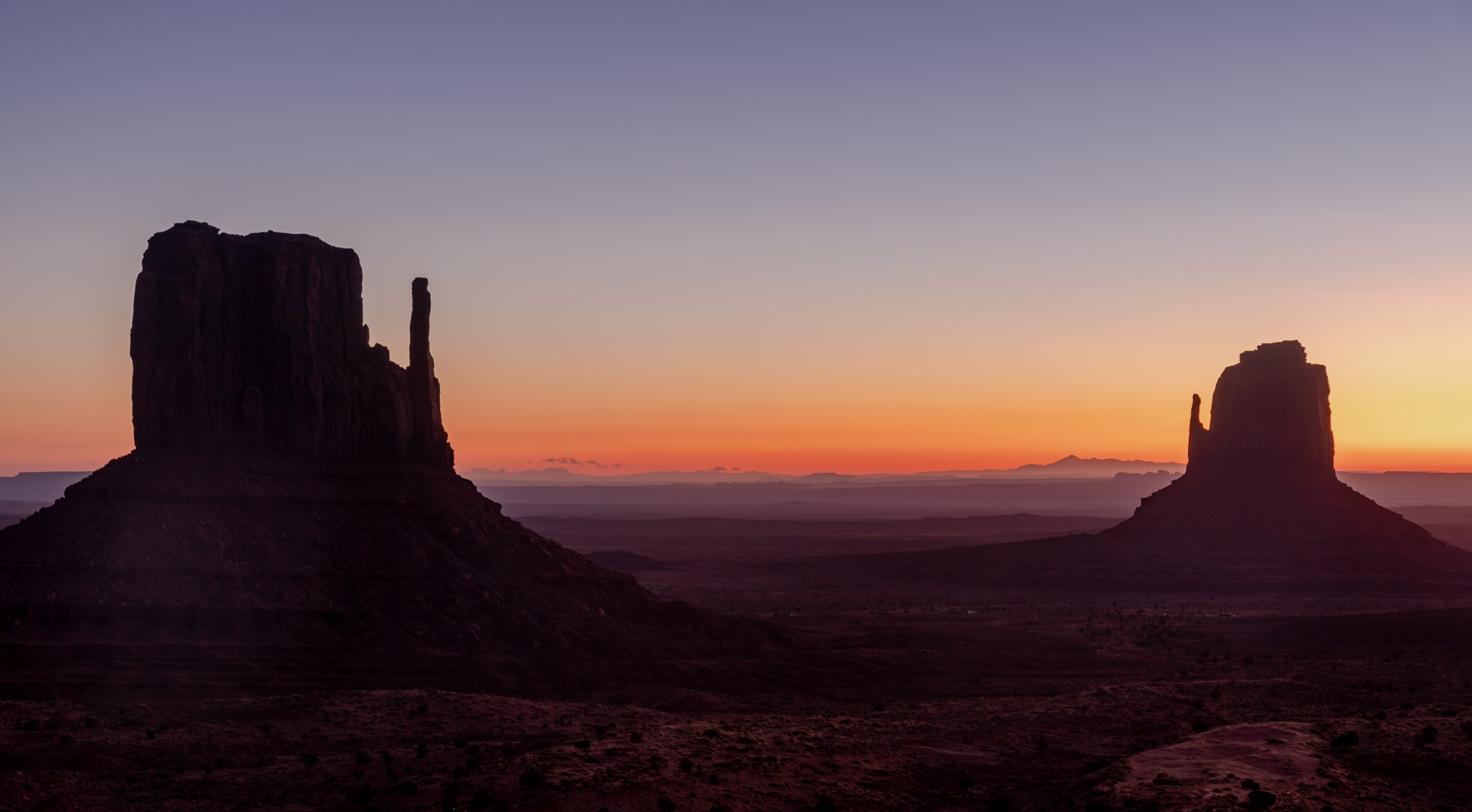
West Mitten Butte (esquerra) i East Mitten Butte (dreta)